# Autonomiczne Związki Zawodowe Transportu Kolejowego
Autonomiczne Związki Zawodowe Transportu Kolejowego (AZZTK)  zrzeszają pracowników spółek: 
- Przewozy Regionalne Sp. z o.o., Warszawa
- PKP Intercity S.A., Warszawa
- PKP Polskie Linie Kolejowe S.A., Warszawa
- PKP Szybka Kolej Miejska w Trójmieście Sp. z o.o., Gdynia

Związek jest członkiem centrali związkowej Ogólnopolskie Porozumienie Związków Zawodowych, z siedzibą w Warszawie.

## Przewodniczący związku
- 2002–2010 - Karol Gill
- od 2010 - Iwona Szkrawan

## Siedziba
Zarząd Krajowy związku mieści się w budynku dworcowym stacji Słupsk.